# Gastrallus immarginatus
Gastrallus immarginatus là một loài bọ cánh cứng thuộc chi Gastrallus trong họ Ptinidae.